# Remixes 81–04
Remixes 81–04 — збірка реміксів британської групи Depeche Mode, реліз якої відбувся 25 жовтня 2004 року, перший реліз гурту відтоді, як незалежну звукозаписну компанію Деніеля Міллера Mute Records купила компанія EMI.

## Про альбом
На диску зібрані добре відомі ремікси, які записала сама група, а також ті роботи, які не були доступні широкому загалу.
Існує три версії Remixes 81–04. Основна версія складається з двох компакт-дисків. Обмежене видання збірки містить бонус-диск, куди увійшли додаткові ремікси. Існує також видання, що складається з усіх трьох дисків.
Під час промокампанії альбому було запущено мінісайт, який був призначений для слухачів, що купили розширену версію збірки, в якій містився спеціальний буклет з ключем для можливості цифрового завантаження ексклюзивних реміксів на сайті.

## Диск перший
1. Never Let Me Down Again [Split Mix] - 9:31
2. Policy of Truth [Capitol Mix] - 8:00
3. Shout! [Rio Remix] - 7:31
4. Home [Air „Around the Golf“ Remix] - 3:55
5. Strangelove [Blind Mix] - 6:33
6. Rush [Spiritual Guidance Mix]- 5:26
7. I Feel You [Renegade Soundwave Afghan Surgery Mix] - 4:57
8. Barrel of a Gun [Underworld Hard Mix] - 9:36
9. Route 66 [Beatmasters Mix] - 6:18
10. Freelove [DJ Muggs Remix] - 4:23
11. I Feel Loved [Chamber's Remix] - 6:16
12. Just Can't Get Enough [Schizo Mix] - 6:46

## Диск другий
1. Personal Jesus [Pump Mix] - 7:47
2. World in My Eyes [Mode to Joy] - 6:28
3. Get the Balance Right! [Combination Mix] - 7:55
4. Everything Counts [Absolut Mix] - 6:02
5. Breathing in Fumes - 6:05
6. Painkiller [Kill the Pain Mix-Dj Shadow Vs. Depeche Mode] - 6:29
7. Useless [The Kruder + Dorfmeister Session™] - 9:05
8. In Your Room [The Jeep Rock Mix] - 6:19
9. Dream On [Dave Clarke Acoustic Version] - 4:24
10. It's No Good [Speedy J Mix] - 5:01
11. Master and Servant [An ON-USound Science Fiction Dance Hall Classic] - 4:35
12. Enjoy the Silence [Timo Maas Extended Remix] - 8:43

## Диск третій
1. A Question of Lust [Remix] - 5:09
2. Walking in My Shoes [Random Carpet Mix (Full Length)] - 8:36
3. Are People People? - 4:28
4. World in My Eyes [Daniel Miller Mix] - 4:37
5. I Feel Loved [Danny Tenaglia’s Labor Of Love Dub (Edit)] - 11:22
6. It's No Good [Club 69 Future Mix] - 8:50
7. Photographic [Rex the Dog Dubb Mix] - 6:20
8. Little 15 [Ulrich Schnauss Remix] - 4:51
9. Nothing [Headcleanr Rock Mix] - 3:30
10. Lie to Me ['The Pleasure of Her Private Shame' Remix] - 6:35
11. Clean [Colder Version] - 7:11
12. Halo [Goldfrapp Remix] - 4:23
13. Enjoy the Silence [Reinterpreted] - 3:33